# Autoserica neavei
Autoserica neavei är en skalbaggsart som beskrevs av Louis Burgeon 1942. Autoserica neavei ingår i släktet Autoserica och familjen Melolonthidae. Inga underarter finns listade.